# Mech

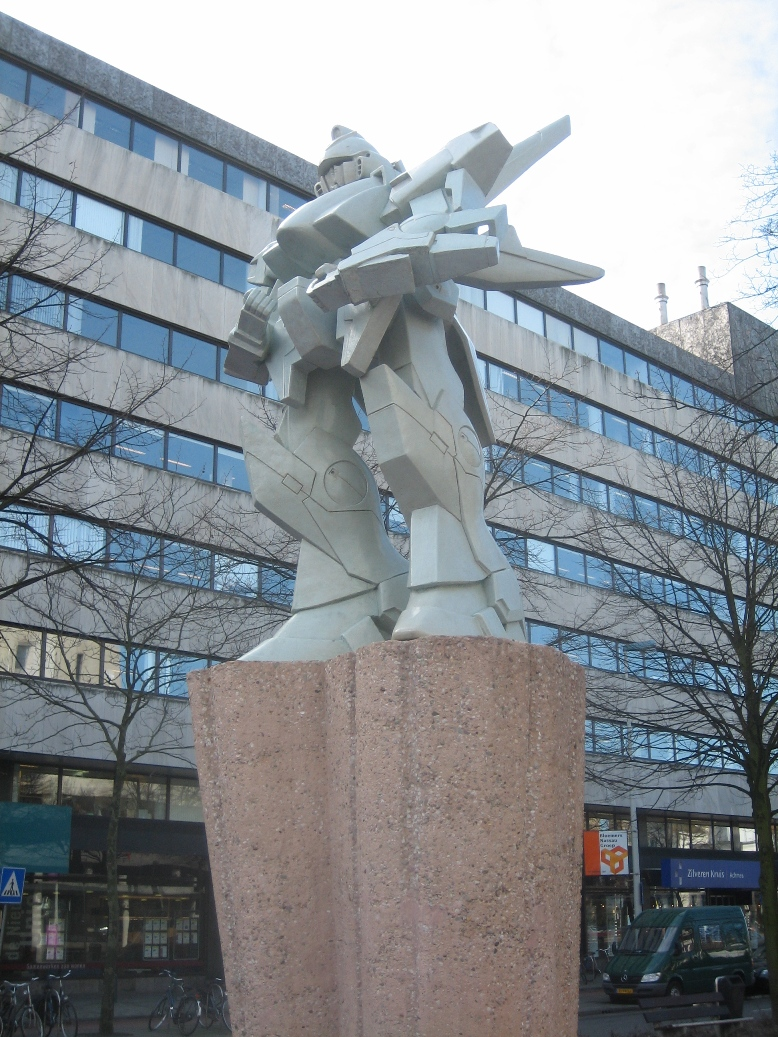
Statue von Hans van Bentem in Rotterdam im Stil eines Mech (2006)

Der Mech oder Mecha (von griechisch μῆχος mechos) stellt im Bereich der Science-Fiction einen allgemeinen Oberbegriff für heute größtenteils noch fiktive, pilotierte Laufmaschinen und roboterähnliche Maschinen dar, welche zum Beispiel humanoid, insektoid oder auch avianoid aussehen können. Reale Ansätze auf dem Weg zum Mech finden sich im Bereich der künstlichen Exoskelette, welche die prinzipielle Funktionsweise eines Mechs abbilden. In den verschiedenen Fiktionen gibt es diese Maschinen in unterschiedlichen Bauformen und Größen – von knapp übermenschlicher (über zwei Meter) bis über 20 Meter Größe.

## Herkunft und Geschichte

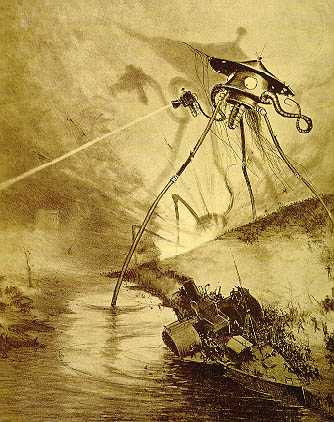
Buchillustration eines Tripod Walker aus der französischen Ausgabe von Krieg der Welten (1906)

Aus dem altgriechischen Wortstamm μῆχος mechos (für Mittel oder Möglichkeit) entwickelten sich das griechische Wort mechanes (für Hilfsmittel, Werkzeug oder Kriegsmaschine) und das lateinische machina (für Maschine). Von dort aus entwickelte sich u. a. das englische mechanical, das schließlich im japanischen zum Begriff Mecha wurde. Der Mecha (gesprochen Meka, japanisch メカ) bezeichnet dort allgemein mechanische Objekte aller Art, von Autos über Maschinen und Schusswaffen bis hin zu Computern. Erst mit der Rückentlehnung ins Englische und der Weiterverbreitung ins Deutsche, die mit der Verbreitung japanischer Popkultur im Westen einherging, erfolgte die Eingrenzung zu der hier dargestellten Bedeutung. Der Begriff Mecha wird allerdings, im Gegensatz zu Mech, heute relativ selten im deutschen Sprachraum verwendet. Hier wurde dieser Begriff vorwiegend durch japanische (Science-Fiction-Mecha-)Animes und Mangas bekannt.
Dieses japanische Mecha-Genre entwickelte sich zu Beginn der 1970er Jahre als Weiterentwicklung der Science-Fiction-Geschichten der 1960er Jahre, in denen bereits häufig Roboter vorkamen, zu denen auch umfangreiches Merchandise erschien, die jedoch nicht gesteuert wurden. Ab 1970er kam es zur Entwicklung neuer Fertigungstechniken in der Spielzeugindustrie, insbesondere in der „Toy Town“ bei Tokio, in der viele Hersteller ihre Werke hatten. Zunehmende Kooperation zwischen Animestudios, die Roboterbegeisterte Kinder als Zuschauer gewinnen und halten wollten, und Spielzeugherstellern, die neue Figuren absetzen wollten, ließ dann das Genre kombinierbarer und von innen gesteuerter Kampfroboter entstehen. Dieses bot sowohl Anlass zu markanten und beliebten, zugleich relativ günstig weil wiederholbar einsetzbaren Transformationsszenen in Serien, als auch zur Produktion immer neuer Figuren-Sets. Im Wettbewerb von Herstellern und Studios nahm die Zahl und Komplexität der Transformationen der Roboter immer mehr zu, um ein je noch größeres Spektakel oder Kaufanreiz zu bieten. Unter den Spielzeugherstellern stach besonders Bandai hervor, unter den Studios Sunrise und Tōei Animation.
Der Begriff Mech ist ursprünglich eine nicht-lizenzierte Übertragung aus der Mecha-Anime-Serie Macross oder dessen US-Fassung Robotech hin zum damals neuentwickelten BattleTech-Universum, welche von den Gründern der ehemaligen Spielefirma FASA eingeführt wurde. Damals „kopierten“ einige Autoren und Mitglieder von und um FASA einige Mecha aus der Mecha-Anime-Serie Macross, benannten diese um und ließen diese Mechs zusätzlich zu einigen Macross-inspirierten Eigenerfindungen in den BattleTech-Romanen und -Spielen auftreten. Die so kopierten Mechs (wie z. B. der Marodeur / Marauder; Kriegshammer / Warhammer; Schütze / Archer; Feuerfalke / Phonix Hawk; Heuschreck / Locust; Hornisse / Stinger; Wespe / Wasp; Kreuzritter / Crusader oder Kampfschütze / Rifleman) dürfen heute jedoch aus Urheberrecht-Schutzgründen nicht mehr in neuen Spielen und Romanen vorkommen. Die in Fan-Kreisen sogenannten Unseen kommen daher nur noch in der Crescent-Hawk-Spielreihe sowie in den PC-Spielen Mechwarrior 1 und 2 vor. Die Zeichnungen dieser Mechs wurden durch die sogenannten Reseen ersetzt. Das bedeutet, dass für die alten Mechs neue Zeichnungen und Figuren gestaltet wurden, die Namen und die Eigenschaften der Mechs aber beibehalten wurden. Die Unseen tauchen auch in Fanprojekten auf, wie zum Beispiel den inoffiziellen Mechwarrior 4 – Mercenaries Erweiterungen von MekTek (Mekpack Version 2.1 und höher) und NBT (Hardcore). Später wurde dieser Begriff in anderen amerikanischen Roboter-Comic-Serien verwendet und mit der BattleTech-Serie dann auch in Europa und Deutschland verbreitet. Die Begriffe Mech und Mecha werden vorwiegend in Science-Fiction-Kreisen und von Fans dieser fiktiven (Kampf-)Maschinen verwendet.
Diese Maschinen werden in Mecha-Animes häufig als extrem beweglich und oft auch in Nahkämpfen dargestellt. Zudem werden die Mecha dort um einiges freier auch im zivilen Bereich, etwa bei der Polizei oder in der Bauwirtschaft, eingesetzt. Im BattleTech-Universum dominieren dagegen die militärisch genutzten Mechs – die sogenannten BattleMechs – weitgehend.

## Abgrenzung
Es gibt bereits reale Lauf- und Gehmaschinen, welche jedoch auf Grund ihrer geringen Baugröße keinen (menschlichen) Piloten aufnehmen können und daher auch nicht in die Kategorie Mech oder Mecha einbezogen werden. Und obwohl in einigen Medien diese kleinen Maschinen auch Mecha genannt werden, gehören diese jedoch in die jeweils speziellen Kategorien der Androiden und Laufroboter oder auch allgemein Roboter.

## Reale Einsatzgebiete

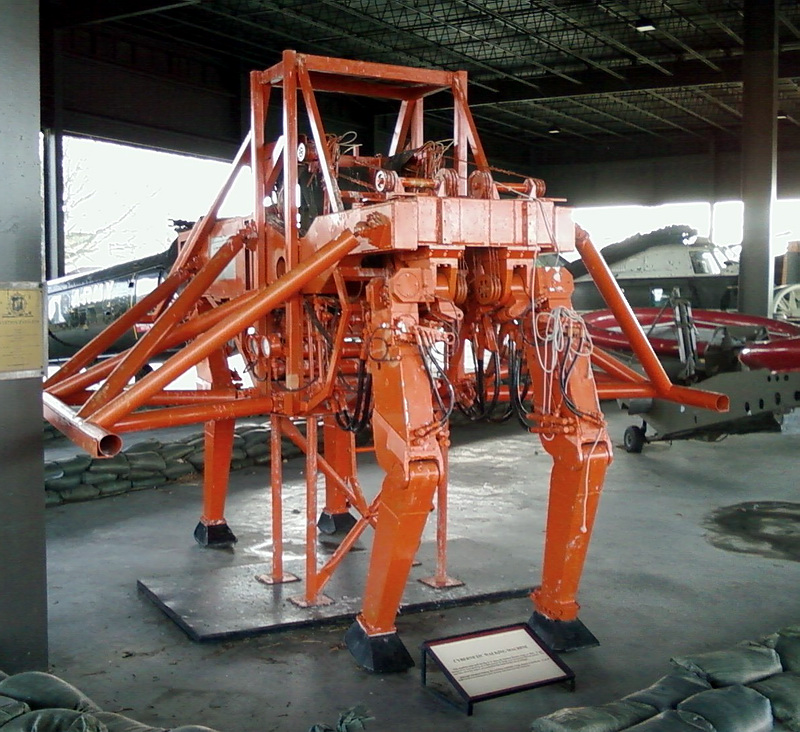
Der Walking Truck von General Electric (2008)

Der Walking Truck (Cybernetic Walking Machine) ist ein vierbeiniger, pilotierter Laufroboter-Prototyp und wurde 1966 von der U.S. Army bei General Electric in Auftrag gegeben, von Ralph S. Mosher entwickelt und im August 1970 an die U.S. Army ausgeliefert. Die U.S. Army wollte ein Lastkraftvehikel für die Infanterie, um schwere Lasten über extrem schwieriges Gelände zu befördern. Schließlich aber wurde das Projekt gestoppt, da sich die Army dazu entschied, Transporthubschrauber für das Unterfangen einzusetzen. Der Prototyp steht heute im U.S. Army Transportation Museum in Fort Eustis. 2005 wurde die Idee eines (allerdings unpilotierten) „Maultierroboters“ für die U.S. Army mit dem BigDog wieder aufgegriffen.
Weitere entwickelte Maschinen dieser Gattung sind hauptsächlich für den zivilen Einsatz oder zu Forschungszwecken entwickelt worden. So zum Beispiel die gehende Forstmaschine PlusJack (englisch Walking Forest Machine) von dem ehemaligen finnischen Forschungs- und Entwicklungsunternehmen Plustech Oy – eine der ersten Gehmaschinen-Prototypen, die in den Jahren von 1995 bis 1999 (bis zur Übernahme der Firma Timberjack durch John Deere) ständig weiterentwickelt wurde.
Maschinen dieser Art werden vorwiegend in der Wald- und Forstwirtschaft (siehe auch Holzvollernter) und vereinzelt auch im Bauwesen eingesetzt (siehe Schreitbagger). Die Stärken dieser Maschinen liegen in Geländeformen, welche sehr empfindlich auf Rad- und Kettenfahrzeuge reagieren (wie beispielsweise Wälder und Naturschutzgebiete). Für diese Geländeformen sind, neben den ersten entwickelten Prototypen, auch die ersten Serien-Modelle dieser Kategorie im Einsatz, wie etwa die Schreitbagger, welche auch als Mech oder Mecha bezeichnet werden könnten.